# Diecezja Vacaria
Diecezja Vacaria (łac. Dioecesis Vaccariensis) – diecezja Kościoła rzymskokatolickiego w Brazylii. Należy do metropolii Passo Fundo wchodzi w skład regionu kościelnego Sul 3. Została erygowana przez papieża Piusa XI bullą Dominici Gregis w dniu 8 września 1934 jako prałatura terytorialna. 18 stycznia 1957 podniesiona do rangi diecezji.